# Le Vin des morts
Le Vin des morts est le premier roman écrit par Romain Gary et le dernier publié.  
Longtemps resté inédit, Le Vin des morts est publié, à titre posthume, aux éditions Gallimard en mai 2014, dans une édition établie et présentée par Philippe Brenot. 
Ce roman de jeunesse est en réalité une œuvre maîtresse pour la compréhension de l'homme-Gary et un réservoir pour l'œuvre qui sera celle de Romain Gary.  De nombreux passages du Vin des morts, écrit en 1937, se retrouvant de façon quasi littérale sous la plume d'Émile Ajar en 1974. Philippe Brenot montre comment Romain Gary n'est pas simplement devenu Ajar, mais plutôt redevenu Roman Kacew, c'est-à-dire « lui-même ».

## Histoire du manuscrit
Écrit sous son nom de naissance, Romain Kacew, de 1933 à 1937, le manuscrit du Vin des morts fut donné en 1938 par Romain, en gage de son amour, à Christel Söderlund (elle sera Brigitte dans La Promesse de l'aube) qui le conserve avec elle, en Suède, jusqu'en 1992. Philippe Brenot, qui acquiert alors ce manuscrit, en comprend progressivement l'importance et rend possible sa publication (Gallimard, 2014), afin que soit mieux comprise la vie et l'œuvre de Romain Gary.

## Le Vin des morts
Le Vin des morts est l'histoire d'un jeune héros, Tulipe, qui cherche désespérément la sortie d'un souterrain peuplé de squelettes et qui prend conscience que le monde d'en bas, celui de la mort, n'est pas si différent que celui d'en haut, qui retrouve toutes les turpitudes de la vie et les travers d'une bourgeoisie que dénonce avec violence le jeune Gary en germe dans ce premier écrit. 

## Importance de ce roman dans l'œuvre
Romain Gary parle ouvertement de ce premier roman dans son autobiographie La Promesse de l'aube : « Je passai mon temps libre au café des deux garçons (à Aix-en-Provence) où j'écrivis un roman, sous les platanes du cours Mirabeau », manuscrit qui fut alors refusé par plusieurs éditeurs dont Robert Denoël qui l'avait donné en lecture à la psychanalyste Marie Bonaparte. Romain Gary mentionne encore ce premier roman, à deux reprises, dans son testament littéraire, Vie et mort d'Émile Ajar, en précisant : « Car il se trouve que ce roman de l'angoisse, de la panique d'un être jeune face à la vie devant lui, je l'écrivais depuis l'âge de vingt ans… » Romain Gary porte avec lui ce roman tout au long de sa vie, « à travers guerres, vents, marées et continents », d'Afrique en Angleterre et jusqu'en Amérique. Ce roman inédit nourrit toute l'œuvre ultérieure : Gary en emprunte des passages pour écrire Éducation européenne, premier roman publié sous son nom de plume, puis pour chacun des romans signés Ajar. De fait, Le Vin des morts contient la clé du premier roman signé Ajar, Gros-Câlin ; il contient déjà le trou juif de Madame Rosa de La Vie devant soi ; et enfin plusieurs passages du délire de Pseudo.